# Cabin in the Sky (Curtis Fuller)
Cabin in the Sky è un album di Curtis Fuller, pubblicato dalla Impulse! Records nell'ottobre del 1962. Il brani del disco furono registrati al Van Gelder Studio di Englewood Cliffs, New Jersey (Stati Uniti) nelle date indicate nella lista tracce.

## Tracce
Brani composti da John Latouche e Vernon Duke, tranne dove indicato
Lato A
1. The Prayer/Taking a Chance on Love – 4:42 (Roger Edens/John Latouche, Ted Fetter Vernon Duke) – Registrato il 24 aprile 1962/Registrato il 25 aprile 1962
2. Cabin in the Sky – 3:53 – Registrato il 24 aprile 1962
3. Old Ship of Zion – 3:15 (Brano tradizionale, arrangiamento di) – Registrato il 25 aprile 1962
4. Do What You Wanna Do – 4:05 – Registrato il 24 aprile 1962
5. Honey in the Honeycome – 3:17 – Registrato il 25 aprile 1962

Lato B
1. Happiness Is a Thing Called Joe – 5:45 (E.Y. Yip Harburg, Harold Arlen) – Registrato il 24 aprile 1962
2. Savannah – 2:39 – Registrato il 25 aprile 1962
3. Love Turned the Light Out – 3:39 – Registrato il 24 aprile 1962
4. In My Old Virginia Home (On the River Nile) – 3:32 – Registrato il 25 aprile 1962
5. Love Me Tomorrow (But Leave Me Alone Today)/The Prayer – 5:15 (John Latouche, Vernon Duke/Roger Edens) – Registrato il 25 aprile 1962/Registrato il 24 aprile 1962

## Musicisti
A1 (The Prayer), A3, A5, B2, B4 e B5
- Curtis Fuller - trombone
- Al DeRisi - tromba
- Bernie Glow - tromba
- Freddie Hubbard - tromba
- Ernie Royal - tromba
- Wayne Andre - trombone
- Kai Winding - trombone
- Alan Raph - trombone basso
- Bob Brookmeyer - trombone a pistoni
- Ray Alonge - corno francese
- Jim Buffington - corno francese
- Anthony Miranda - corno francese
- Morris Secon - corno francese
- Harvey Phillips - tuba
- Eddie Costa - vibrafono, percussioni
- Hank Jones - pianoforte
- Art Davis - contrabbasso
- Osie Johnson - batteria
- Manny Albam - arrangiamenti, conduttore musicale

A1 (Taking a Chance on Love), A2, A4, B1 e B3
- Curtis Fuller - trombone
- Eddie Costa - vibrafono, percussioni
- Margaret Ross - arpa
- Hank Jones - pianoforte
- Barry Galbraith - chitarra
- Milt Hinton - contrabbasso
- Osie Johnson - batteria
- musicisti non identificati - dieci violini
- musicisti non identificati - tre viola
- musicisti non identificati - due violoncello
- Harry Lookofsky - concertmaster
- Manny Albam - arrangiamenti, conduttore musicale[3]